# Patrick Alströmer
Pour les articles homonymes, voir Alströmer.
Patrick Alströmer, né le 26 février 1733 à Alingsås et mort le 23 octobre 1804, est un baron et un industriel suédois.

## Biographie
Patrick Alströmer est le fils de Jonas Alströmer (1685-1761) et est né le 26 février 1733 à Alingsås. Il étudie à l'université d'Uppsala à partir de 1748. De 1749 à 1753, il suit également les enseignements de chimie et de minéralogie de H. T. Scheffer à Stockholm.
Il succède à son père à la tête des industries d'Alingsås, ainsi que de la ville d'Alingsås, en 1754. La responsabilité opérationnelle des industries est confiée à Karl Nyrén de 1755 à 1760. Lors d'une mission officielle en Russie en 1758 et 1759, il visite les industries de Moscou, Iaroslavl et Toula. La politique des Chapeaux nuit aux industries dirigées par Alströmer et ces dernières perdent leurs privilèges lors des Diètes de 1760-1762 et de 1765.
Cependant, Patrick Alströmer et ses frères Auguste et Johan réussissent à maintenir les industries de leur père jusqu'à ce qu'elles soient presque détruites par un incendie en 1779. En 1776, il entre dans l'entreprise commerciale de Niclas Sahlgren (1701-1776) à Göteborg où travaille déjà son frère Clas Alströmer (1736-1794), beau-fils de Sahlgren. Après la fin de la Guerre d'indépendance des États-Unis (1775-1783), les conditions du commerce avec l'Amérique du Nord changent et la compagnie de Sahlgren fait faillite. Après cela, les deux frères se consacrent à la gestion de leurs domaines fonciers et Patrick Alströmer retourne à Alingsås.
Alströmer est respecté pour son engagement et son intérêt pour le bien commun et les travaux scientifiques. Nommé membre du Conseil du commerce en 1770, il est nommé vice-gouverneur du comté d'Älvsborg en 1774, devient directeur de la Compagnie suédoise des Indes orientales en 1777 et est élevé à la pairie avec son frère Clas en 1778. En 1771, il est le véritable fondateur de l'Académie royale suédoise de musique, membre de l'Académie des sciences en 1774 et, avec son frère Clas, il est le principal responsable de la construction du premier théâtre public de Göteborg, le Comediehuset, qui est construit en 1779.
Patrick Alströmer s'est marié deux fois. Sa première épouse est Christina Maria Ollonberg (1739-1764), fille du juriste Tulle Ollonberg, avec qui il a trois filles : Christina Maria, Margareta Hedvig (1763-1816) et Anna Helena. Deux d'entre elles épousent des membres de la famille Lewenhaupt et une un Cronstedt. Christina Maria est morte à l'âge de 25 ans. La seconde épouse de Patrick Alstromer est Christina Maria Silfverschiöld (1751-1823), fille du président Arvid Silfverschiöld. La rue Kristinelundsgatan à Göteborg porte son nom. De ce mariage est né son fils Jonas Alströmer (1769-1845). 